# Coix lacryma-jobi

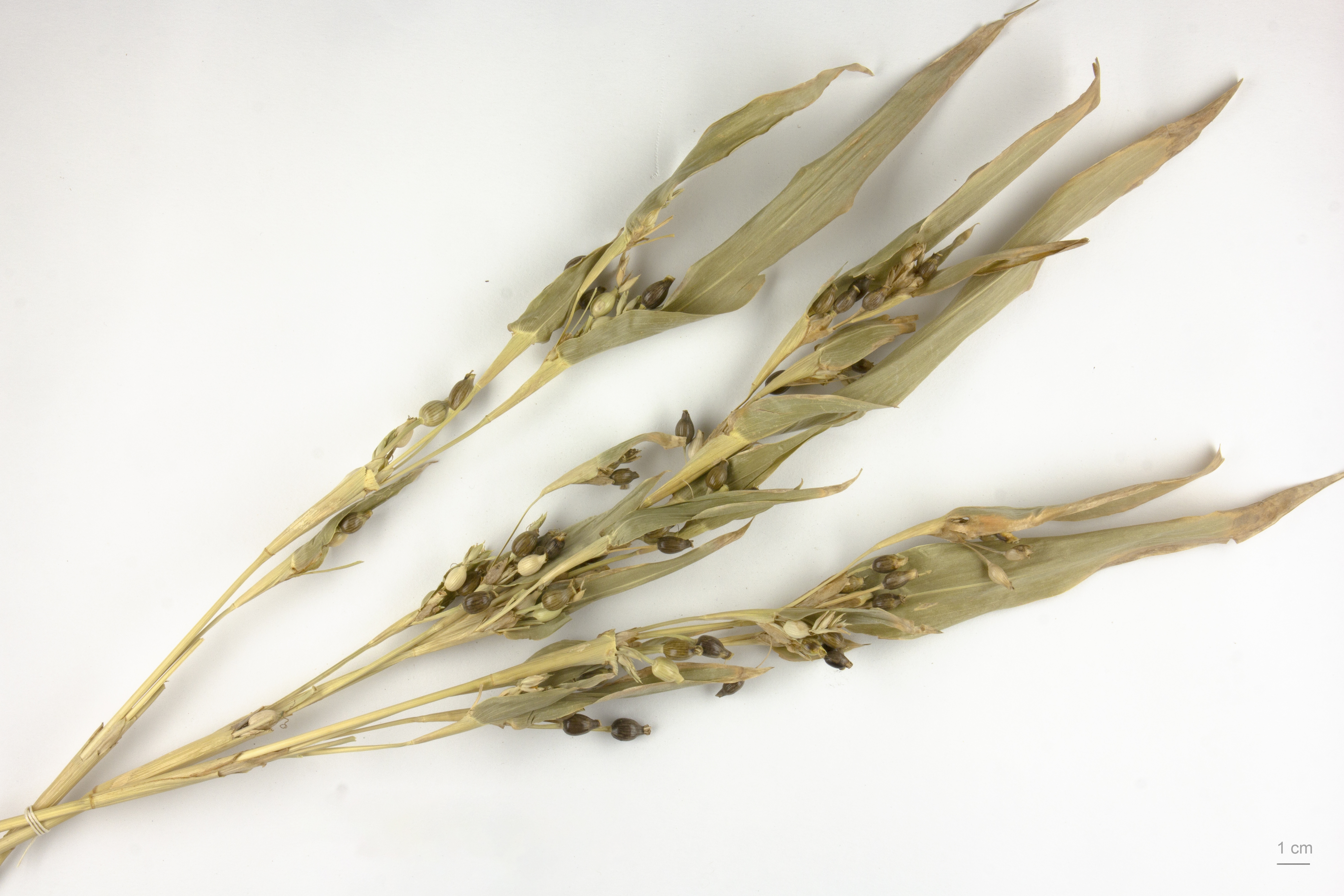
Coix lacryma-jobi (MHNT)

La lágrima de Job (Coix lacryma-jobi), lágrimas de Moisés, lágrimas de San Pedro, adlay, o adlai, es una especie de las gramíneas, una planta alta, tropical, de la familia Poaceae, nativa del Este Asiático y de Malasia,  cultivada en jardines como una planta anual.  Se ha naturalizado en América tropical.  

## Variedades
- Coix lacryma-jobi var. lacryma-jobi, tiene duros pseudocarpios, blancos, estructuras ovales: usados como cuentas para hacer rosarios, collares, y otros objetos.
- Coix lacryma-jobi var. ma-yuen, cosechada como un cereal; y usado medicinalmente en partes de Asia.

## Etimología
Tiene diferentes nombres comunes en distintas culturas:
- idioma chino:  la planta se denomina chuān gǔ (川谷) o yì yǐ (薏苡); los granos yì mǐ (薏米) o yì rén (薏仁).
- idioma vietnamita: bo bo, hột bo bo (hột significa "semilla"), cườm gạo,  o ý dĩ (derivado del chino 薏苡)
- idioma camboyano: skuəy (ស្កួយ)
- idioma japonés: juzudama (数珠玉 o ジュズダマ) o hatomugi (鳩麦 o ハトムギ)
- idioma coreano: yulmu (율무) en

## Usos
En todo el este asiático, está disponible el grano en forma seca y cocinada. Los granos son generalmente esféricos, con una ranura en un extremo, blanco pulido, aunque en Japón se encuentra una no brillante yuuki hatomugi, no pulida y parda.
En Corea, está la bebida  yulmu cha (율무차, literalmente "té de lágrimas de Job") hecho de su polvo, también el Misu. 
En la cocina china existe otra bebida similar, el yìmǐshuǐ (薏米水) hirviendo a fuego lento toda la planta y endulzando la pócima resultante con azúcar. Los granos se usan colados del líquido, y pueden ser consumidos separadamente o juntos.
Tanto en Corea como en China, se hace licor destilado con su grano. Otro ejemplo de bebida alcohólica es el licor surcoreano llamado okroju (hanja: 玉露酒), hecho de arroz y "lágrima de Job".
En el sur de Vietnam, existe una sopa fría y azucarada llamada sâm bổ lượng y esta planta es uno de sus ingredientes. Este plato deriva del sur de China tong sui llamado qīng bǔ liáng (清補涼; idioma cantonés: ching1 bou2 leung4).
Es utilizado también en la fitoterapia china y en la medicina tradicional.